# Fyltur lundi
El Fyltur lundi és un plat festiu tradicional de les illes Fèroe. Aquest plat s'elabora a partir de frarets atlàntics, que es cacen tradicionalment a l'arxipèlag.
Els frarets es desplomen i se'ls hi treu el cap, les ales i les tripes. Després s'omple de farcit. El farcit està fet de massa de margarina amb sucre i ous, farina, llevat en pols i panses. Els frarets es farceixen amb aquesta massa i es bullen en aigua salada durant una hora o hora i mitja, o es couen al forn.
Els frarets farcits cuits se serveixen amb patates bullides i melmelada.